# Бардмор (Флорида)
Бардмор (англ. Bardmoor) — переписна місцевість (CDP) в США, в окрузі Пінеллас штату Флорида. Населення — 9852 особи (2020).

## Географія
Бардмор розташований за координатами 27°51′22″ пн. ш. 82°45′12″ зх. д. / 27.85611° пн. ш. 82.75333° зх. д. (27.856083, -82.753240).  За даними Бюро перепису населення США в 2010 році переписна місцевість мала площу 5,92 км², з яких 5,73 км² — суходіл та 0,19 км² — водойми.

## Демографія
Згідно з переписом 2010 року, у переписній місцевості мешкали 9732 особи в 3944 домогосподарствах у складі 2645 родин. Густота населення становила 1643 особи/км².  Було 4465 помешкань (754/км²).
Расовий склад населення:
| - 88,7 % — білих - 4,3 % — азіатів - 2,6 % — чорних або афроамериканців - 0,6 % — корінних американців - 1,7 % — осіб інших рас |

До двох чи більше рас належало 2,1 %. Частка іспаномовних становила 7,2 % від усіх жителів.
За віковим діапазоном населення розподілялося таким чином: 20,9 % — особи молодші 18 років, 61,1 % — особи у віці 18—64 років, 18,0 % — особи у віці 65 років та старші. Медіана віку мешканця становила 44,1 року. На 100 осіб жіночої статі у переписній місцевості припадало 91,8 чоловіків;  на 100 жінок у віці від 18 років та старших — 89,6 чоловіків також старших 18 років.
Середній дохід на одне домашнє господарство  становив 74 736 доларів США (медіана — 48 270), а середній дохід на одну сім'ю — 97 468 доларів (медіана — 71 290). Медіана доходів становила 40 971 долар для чоловіків та 39 412 долари для жінок. За межею бідності перебувало 16,6 % осіб, у тому числі 25,4 % дітей у віці до 18 років та 11,8 % осіб у віці 65 років та старших.
Цивільне працевлаштоване населення становило 4511 осіб. Основні галузі зайнятості: освіта, охорона здоров'я та соціальна допомога — 22,1 %, науковці, спеціалісти, менеджери — 18,9 %, роздрібна торгівля — 11,5 %, виробництво — 9,9 %.